# 도쿄 걸즈 컬렉션
도쿄 걸즈 컬렉션 (東京ガールズコレクション, [도쿄 가루즈 코레쿠숀] 오류: {{nihongo}}: transliteration text not Latin script (pos 3: 도) (도움말))은 TGC로도 불리는, 2005년에 시작된 반기별 패션 축제이다. 주로 도쿄 지역 근처에서 개최되며, 기타큐슈, 나고야, 오키나와와 같은 일부 지방 도시에서도 개최된 바 있다. 이 패션 이벤트는 일본 국내 브랜드의 시즌 유행 스트리트웨어를 선보인다. 오하마 후미타로가 처음 설립하였다.
TGC의 컨셉은 세계 대전 이후 일본을 중심으로 아시아의 지속적인 성장과 번영, 발전을 기원하는 염원을 담은 행사였다. 첫 번째 쇼는 오하마가 제작하였다. 이후 쇼에서 오하마는 현대 미술가인 무하카미 다카시와 협업하여 패션과 예술을 결합한 쇼를 선보였다.
TGC의 런웨이를 걷는 이들은 대부분 패션 브랜드의 뮤즈로, 전문 패션 모델이 아닌 경우도 많다. 한 예로, 2012년 봄-여름 TGC 쇼에서는 배우 샤쿠 유미코가 코아쿠마 아게하 잡지에 출연한 것으로 유명한 모델 무토 시즈카의 갸루 패션 브랜드 "레이디"의 뮤즈로서 런웨이를 걸었다.
이 행사는 바이어와 언론인 뿐만 아니라 일반 대중에게도 공개되어 있으며, 유명 아티스트의 라이브 콘서트, 자선 경매, 미스 TGC 콘테스트가 포함된다. 이 행사는 브랜딩 주식회사(girlswalker.com, fashionwalker.com 운영)에서 기획하고 후원하며, 모델이 착용한 의상은 패션워커의 모바일 사이트를 통해 현장에서 바로 구매할 수 있다.
2015년 6월, 일본 미디어 기업 DLE가 브랜딩 주식회사로부터 이벤트 라이선스를 구매하였다. DLE가 주관하는 첫 번째 TGC는 2015년 9월 27일에 개최되었다. 2016년 7월, DLE는 브랜딩 주식회사로부터 TGC를 완전히 인수하여 새로운 운영사 W 미디어를 설립하였다.